# Caught by surprise
Caught by surprise er navnet på Labans første engelsksprogede album, som udkom i 1985.

## Sange
| #   | Titel                                | Længde |
| --- | ------------------------------------ | ------ |
| 1.  | "Love in Siberia"                    | 3:42   |
| 2.  | "Donna Donna"                        | 3:08   |
| 3.  | "Now and Forever"                    | 3:21   |
| 4.  | "Let Me Know"                        | 3:43   |
| 5.  | "It's a Fantasy"                     | 2:56   |
| 6.  | "Caught by surprise"                 | 3:45   |
| 7.  | "Came Camera"                        | 3:26   |
| 8.  | "Gimme Your Name, Gimme Your Number" | 2:57   |
| 9.  | "Ch-Ch-Cherrie"                      | 3:17   |
| 10. | "Radio"                              | 3:37   |